# Nemphetal bei Bottendorf
Nemphetal bei Bottendorf este o arie protejată (arie specială de conservare — SAC, sit de importanță comunitară — SCI) din Germania întinsă pe o suprafață de 42,19 ha, integral pe uscat.

## Localizare
Centrul sitului Nemphetal bei Bottendorf este situat la coordonatele 51°00′05″N 8°48′40″E / 51.0014°N 8.8111°E.

## Înființare
Situl Nemphetal bei Bottendorf a fost declarat sit de importanță comunitară în aprilie 1999 pentru a proteja 6 specii de animale. Situl a fost protejat și ca arie specială de conservare în martie 2008.

## Biodiversitate
Situată în ecoregiunea continentală, aria protejată conține 4 habitate naturale: Lacuri și iazuri distrofice naturale, Pajiști uscate europene, Fânețe de joasă altitudine (Alopecurus pratensis, Sanguisorba officinalis), Mlaștini turboase de tranziție și turbării mișcătoare.
La baza desemnării sitului se află mai multe specii protejate:
- păsări (4): ciocănitoare neagră (Dryocopus martius), șoimul rândunelelor (Falco subbuteo), ciuvică (Glaucidium passerinum), sitar de pădure (Scolopax rusticola)
- amfibieni (1): triton cu creastă (Triturus cristatus)
- pești (1): cicar (Lampetra planeri)

Pe lângă speciile protejate, pe teritoriul sitului au mai fost identificate 3 specii de plante, 2 specii de amfibieni, 4 specii de nevertebrate.